# Chorthippus jutlandica
Chorthippus jutlandica (лат.) — вид прямокрылых из семейства настоящие саранчовые (Acrididae). Это один из немногих видов, эндемичных для Дании. Он обитает лишь в очень ограниченной территории (87 km²) в западной части страны. Возможно появился в результате гибридизации видов Chorthippus brunneus и Chorthippus biguttulus. В пределах ареала является обычным видом.